# Linda Ågren
Linda Marlene Wågesdotter Ågren, född 4 oktober 1989 i Löddeköpinge, är en svensk lärare , författare och illustratör. Hon arbetar som gymnasielärare i ämnena svenska och engelska.
Ågren gick författarlinjen på Sörängens folkhögskola i Nässjö.
År 2021 debuterade Linda Ågren med sin barnbok Sjöjungfruns äventyr i Östersjön. Boken belyser miljöfrågan och utspelar sig i dagens Östersjön drabbat av nedskräpning, spöknät och övergödning. Huvudpersonen i sagan, sjöjungfrun Athiraa, är baserad på Ågren själv då hon sedan 2012 uppträder som sjöjungfru på olika typer av evenemang. 2017 representerade hon Sverige i tävlingen Miss Mermaid International som tog plats i Egypten under två veckor. Som certifierad fridykare medverkar hon även i sjöjungfrushower i akvariet Den Blå Planet i Danmark.

### Illustratör
- 2015 - Svart kaffe. Text: Mats Hansson, Stockholm, Vulkan förlag, ISBN 9789163778490

## TV-framträdanden
- 2025 - Bästa Bilden[12], SVT
- 2019 - Dom kallar mig miss Mermaid[13], SVT
- 2017 - Sverige![14], SVT